# Nights (personnage)
Nights (ナイツ, Naisu) est le personnage des jeux de Sega : Nights into Dreams, Christmas Nights into Dreams et Nights: Journey of Dreams.

## Développement
Le personnage de Nights est conçu à l'origine par Naoto Ōshima, tandis que Kazuyuki Hoshino, s'est occupé de son design pour le jeu Nights into Dreams. Lors de la conception de Nights, la Sonic Team fait des recherches au Japon, en Amérique et en Angleterre afin que le personnage soit apprécié par un plus grand large public, particulièrement chez les enfants. L'équipe de développement précise avoir conçu son apparence avec « un visage européen et japonais mais, que sa personnalité est de nature très américaine ». Sega ayant déjà le personnage de Sonic, qui a la particularité de courir très vite, Naoto Ōshima ne voulait pas que Nights soit plus rapide que Sonic, il opta alors pour que le personnage puisse voler dans les airs, qui « était le seul moyen » selon lui pour créer le protagoniste.

« Après la réalisation de Sonic and Knuckles aux États-Unis, quand je suis monté dans l'avion pour rentrer au Japon, je me suis demandé quel nouveau jeu il serait possible de créer. Je me suis dit qu'il fallait imaginer un nouveau personnage, un personnage original pour la Saturn, et j'ai donc demandé à Naoto Ōshima, déjà Character Designer du premier Sonic, d'y réfléchir. Nous nous sommes demandé : « Est-ce qu'il ne serait pas possible de créer quelque chose d'impressionnant et de fortement émotionnel ? » Nous avons pensé réaliser un jeu avec un héros qui soit capable de voler dans le ciel. J'ai dit à Ōshima qu'il fallait que ce personnage vole mais qu'il ressemble à un être humain. Sonic est un animal. Cette fois, il nous fallait quelque chose de beaucoup plus proche d'un homme. »

— Yuji Naka

## Description
Nights a été créé par le Dieu Wizeman, principal antagoniste du jeu, qui a également créé la ville de Nightmare et sous ses habitants,. Selon le réalisateur du jeu, Takashi Iizuka, le personnage de NiGHTS « est neutre et n'a donc pas de sexe » ajoutant que « les impressions du personnage en ce qui concerne le sexe dépendent totalement du joueur »,. Nights porte un chapeau et une tenue de style bouffon violet, avec un bijou rouge en forme de diamant sur la poitrine,. 
Le designer du jeu Naoto Ōshima, évoque en  1996 la couleur violette du personnage, qui est d'après lui « une couleur inacceptable dans l'industrie des jouets » mais dont l'avis a évolué de manière positive lorsque l'équipe de développement a recherché cette couleur pour le jeu, qui a suscité de bonnes réactions. Ōshima et son équipe pensent alors qu'avec le personnage de Nights, ils « pourraient détruire la malédiction du monde du jouet selon laquelle le violet n'est pas bon ».

## Liste de jeux

### Série principale
- 1996 - NiGHTS into Dreams... (Saturn)
- 1996 - Christmas NiGHTS into Dreams... (Saturn)
- 2007 - NiGHTS: Journey of Dreams (Wii)

### Apparition
- 2004 : Sega Superstars
- 2006 : Sonic Riders
- 2008 : Sega Superstars Tennis
- 2008 : Sonic Riders: Zero Gravity
- 2012 : Sonic & All-Stars Racing Transformed

### Caméo
- 1998 - Sonic Adventure, Casinopolis Zone
- 2001 - Sonic Adventure 2, Radical Highway Zone
- 2013 - Sonic Lost World, Nightmare Zone